# Gitanes
Gitanes (fr. mn. za Ciganke) su marka francuskih cigareta koja se prodaje u brojnim varijacijama različite snage i pakiranja. Danas je vlasnik Imperial Tobacco nakon što je siječnja 2008. kupio Altadis od Seite. Izvorno je bio motan tamnim odnosno brun (smeđim) duhanom, za razliku od blondes-a. U čast imenu, pakiranje prikazuje lik španjolske Romkinje koja svira tamburin. Kutije Gitanesa bile su crne, plave i bijele.
Postoji razlika između današnjeg "plavog" Gitanesa i klasičnog stila Gitanes Brunes. Obje marke prodavale su se na tržištima u Europi i Južnoj Americi, najviše Argentini i Čileu.Klasični duhan Gitanes Brunes dosezao je prepoznatljivim konzerviranjem i "rižinom" vrstom papira u koji je duhan bio umotan čime je odudarao od većine drugih cigareta. Rezultat je bio cigareta koja je bila snažna "okusa" i prepoznatljive arome.
Zbog postroženih zakona o konzumiranju duhana koje je uvela francuska vlada radi poboljšanja nacionalnog zdravlja s obzirom na štetnost duhana, proizvodnja ovih cigareta u Francuskoj je stala, a ostala je samo jedna tvornica u Nizozemskoj. Cijene ovih cigareta povišene su radi izjednačenja s onima u SAD. Veličina i sadržaj cigareta Gitanes smanjeni su 2010. godine.